# Micro-région d'Őriszentpéter
La micro-région d'Őriszentpéter (en hongrois : őriszentpéteri kistérség) est une micro-région statistique hongroise rassemblant plusieurs localités autour d'Őriszentpéter.